# Aj Ne' Ohl Mat
Aj Ne' Ohl Mat o Ajen Yohl Mat (n. [?] - f. 8 u 11 de agosto de 612) fue un ahau del señorío maya de B'aakal, cuya ciudad capital era Lakam Ha', hoy conocida como la zona arqueológica de Palenque. Gobernó del 605 al 612 d. C., también es referido como Ac Kan o Ah Lawal Mat.

## Registros biográficos
Es muy probable que haya sido hijo de su antecesora Yohl Ik'nal y hermano de Janaab' Pakal (Pakal “el Viejo”). De acuerdo a la cuenta larga del calendario maya, Aj Ne' Ohl Mat fue entronizado el 9.8.11.9.10 8 ok 18 muwan, es decir, el 1 de enero del año 605. Durante su gobierno, la influencia del señorío de B'aakal llegó hasta Santa Elena, al margen izquierdo del río San Pedro Mártir, lugar que sería una fuente constante de conflicto con el señorío de Kaan, cuya sede fue Calakmul, aunque probablemente en esa época la sede se encontraba en Dzibanché. 
El 4 o 7 de abril de 611, el “divino señor de Kaan” o k'uhul Kaan ajaw, conocido como Serpiente Enrollada, derrotó a Palenque. Aj Ne' Ohl Mat y su hermano Janaab' Pakal sobrevivieron al ataque. Tras la derrota, la sociedad palencana se dividió, una parte emigró a Tortuguero y otra regresó nuevamente a Palenque. Aj Ne' Ohl Mat murió el 9.8.19.4.6 2 kimi 14 mol. Mientras tanto su hermano Janaab' Pakal ejerció alguna clase de poder en Santa Elena, pero no accedió al trono de Palenque de manera oficial, pues murió el 6 de marzo de 612, antes que Aj Ne' Ohl Mat; su nombre está descrito en el sarcófago de Pakal “el Grande”.
Aunque Sak K'uk' fue la sucesora de facto en Lakam Ha', hubo una crisis dinástica en el señorío de B'aakal. Una facción de la nobleza palencana, encabezada por Ik' Muuy Muwaan, se estableció en Tortuguero. De hecho, en Palenque no existen registros que indiquen las celebraciones del final del katún del año 613 (9.9.0.0.0 3 ajau 3 zotz).